# 約翰·霍伯特
約翰·科尼利厄斯·霍伯特（英語：John Cornelius Houbolt，1919年4月10日—2014年4月15日）是一名美國航空航天工程師，他因領導月球軌道交會（LOR）任務模式的幕後團隊而備受推崇。1962年7月，阿波羅計劃選擇了這一飛行路徑。使用LOR的關鍵決定被視為確保人類在約翰·甘迺迪總統提出的十年內抵達月球的關鍵。在此過程中，LOR通過有效利用現有的火箭和太空船技術，節省了時間和數十億美元。

## 生平

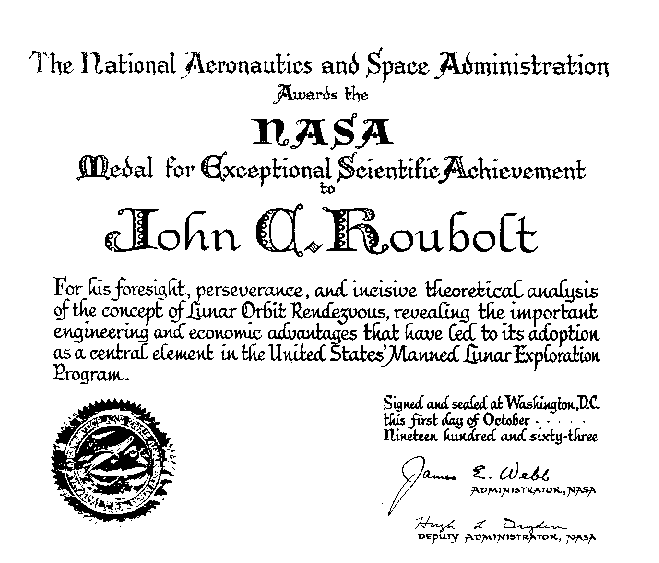
NASA頒發的證書

霍伯特於1919年出生在愛荷華州阿爾圖納，父母是第一代荷蘭移民。他的童年部分時間是在伊利諾伊州喬利埃特度過的，在那裡他就讀於喬利埃特中央高中和喬利埃特初級學院。他曾就讀於伊利諾大學厄巴納-香檳分校，並於1940年取得學士學位，1942年取得碩士學位，兩者皆主修土木工程。之後，他在1957年獲得蘇黎世聯邦理工學院技術科學博士學位。霍伯特於1942年在美國國家航空諮詢委員會（NACA）開始他的職業生涯，並在美國國家航空暨太空總署（NASA）接替該委員會後留在NASA工作。1963年至1976年，他在一家顧問公司航空研究協會（Aeronautics Research Associates）工作，之後回到NASA直到1985年退休。
霍伯特是位於維吉尼亞州漢普頓的蘭利研究中心的工程師，他是少數支持LOR的工程師中，在從1960年到1962年的運動中，最強烈的支持者之一。一旦在1962年選擇了這個模式，任務的許多其他方面都是以這個基本的設計決定為基礎。他是阿波羅11號登月任務控制中心的嘉賓。
他於1963年獲頒NASA特殊科學成就獎章。他是美國國家工程院院士。他於2005年5月15日在伊利諾大學厄巴納-香檳分校獲頒榮譽博士學位，他的論文也存放在伊利諾大學檔案室。2009年，伊利諾州眾議院通過HR 540以紀念他。此外，喬利埃特也紀念他：他曾就讀的喬利埃特初級學院前面的街道被重新命名為霍伯特路；喬利埃特聯合車站的壁畫包括一個登月小艇，以紀念他為NASA所做的工作；喬利埃特地區歷史博物館的一翼成為紀念他成就的永久展區。
他曾在維吉尼亞州威廉斯堡居住。晚年他住在緬因州斯卡伯勒。2014年，他因巴金森氏症在那裡的一家療養院逝世，享年95歲。
在1998年HBO劇集中，霍伯特由里德·伯尼飾演。

## 月球軌道交會

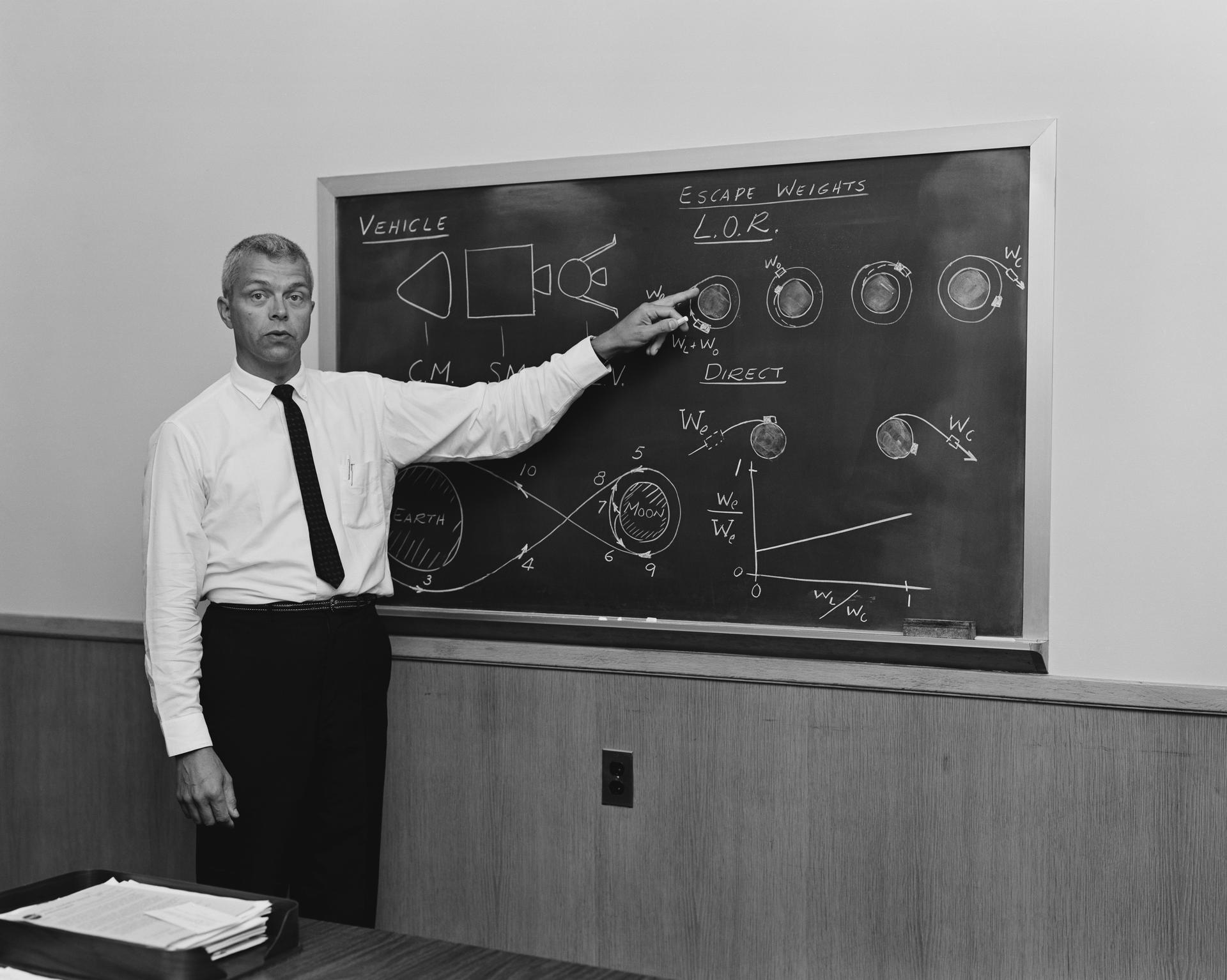
霍伯特對LOR的解釋

雖然早在1916年烏克蘭工程師尤里·孔德拉秋克和1923年德國火箭先驅赫爾曼·奧伯特就已提出月球軌道交會（LOR）概念的基本要素，但NASA卻提供了此概念的首次實際應用。一些工程師擔心太空交會的風險，尤其是在月球軌道上，因為一旦發生重大事故，就沒有後備選擇。
在霍伯特向一連串不屑一顧的高層小組提出LOR概念後，他不理會指揮系統，並在1961年11月15日寫了一封長信給NASA副局長羅伯特·希曼斯，抱怨他的提案被揶揄為「一個只有50%機會把人送上月球，只有1%機會把人送回來的計劃。」。事實上，在1960年12月14日NASA最早的一次討論會上，霍伯特當著希曼斯和韋納·馮·布勞恩（Wernher von Braun）的面被同僚工程師馬克西姆·費吉特抨擊。他說：「他的數據在說謊，他根本不知道自己在說什麼。」。然而，這封寫給希曼斯的詳盡信件，加上對於需要大型火箭直接起飛所造成的困難，以及在地球軌道交會後，大型飛船在月球表面著陸的相關問題的研究，使得希曼斯和馮·布勞恩在1962年支持LOR。
雖然霍伯特最初估計的某些方面有偏差（例如重達10,000磅的阿波羅登月小艇最終有32,399磅），但他的LOR方案證明只需一枚農神5號運載火箭即可實現，而其他模式則需要兩枚或更多枚這樣的火箭或比土星五號重得多的火箭才能將足夠的質量提升到太空以完成任務。

## 太空梭瓦片
在太空梭第一次任務STS-1之前，1981年霍伯特與結構工程師霍爾特·阿什利共同寫了一封信給林登·詹森太空中心主任克里斯·克拉夫特，懇求他延遲發射，因為他們認為軌道飛船將會嚴重損失熱保護瓦片，並可能導致飛船失事。
特別值得關注的是連接軌道器機頭與外部油箱的支柱。蘭利研究中心敦促進行進一步的風洞測試，克拉夫特勉強同意進行測試。儘管自從最初開發太空梭以來，瓦片就一直是個令人擔憂的問題，但相關團隊相信在那時飛行是安全的。
在拋棄時，外部油箱確實如擔心的那樣，在前支撐區域周圍出現了熱損傷。在抵達軌道時，太空梭尾部周圍的一些瓦片明顯缺失，由於擔心飛行器底部更為關鍵的瓦片受到損壞，因此匆忙安排使用KH-11 KENNEN間諜衛星和柯伊伯機載天文台獲取太空梭在軌成像，以評估損壞情況。所幸的是損壞程度極小，任務安全結束。
左翼前緣熱保護面板損壞，熱保護工作類似但更嚴格，造成2003年哥倫比亞號太空梭災難。

## 格言
- 「作為荒野中的一個聲音，我想傳達一些想法」。（1961年寫給美國太空總署副署長羅伯特·希曼斯的一封信。）[25]
- 「我們到底要不要登月？」（在同一封信中。）
- 「謝謝你，約翰。」——韋納·馮·布勞恩在阿波羅11號成功登陸後對霍伯特說的這句話，被NASA在休士頓任務控制中心拍攝的影片所記錄。如果不是霍伯特冒著他在NASA的職業生涯和專業聲譽的風險，推動LOR概念，第一次成功登陸月球並返回的任務就不可能在甘迺迪總統的1969年完成。馮·布勞恩認識到這一點，並親自邀請霍伯特到控制中心參與這一事件。

## 外部連結
- James R. Hansen.  (PDF). Monographs in Aerospace History Series #4. December 1995  [June 26, 2006]. （原始内容 (PDF)存档于September 29, 2006）.
- (PDF).   [September 1, 2010]. （原始内容 (PDF)存档于May 27, 2010）.
- . December 14, 2005  [September 1, 2010].
- . PAUL TUCKER WITHINGTON. October 9, 2003  [September 1, 2010].
- The Soaring Achievements of John C. Houbolt Permanent, 2-story museum exhibit about John Houbolt and his contributions to the space program.
- "Lunar Landers That Never Were The road to the moon was paved with good intentions.", Tony Reichhardt, Airspacemag.com, January 1, 2008
- The Rendezvous That Was Almost Missed
- Kinnunen, Matti. . April 8, 2005  [January 27, 2023].
- . PBS. July 13, 1999  [September 1, 2010].
- Romance to Reality - moon & Mars plans
- Chariots for Apollo: A History of Manned Lunar Spacecraft
- . Facebook. April 15, 2014  [April 19, 2014]. （原始内容存档于January 16, 2016）.
- The Man who Knew The Way to The Moon